# Liste der Monuments historiques in Pluherlin
Die Liste der Monuments historiques in Pluherlin führt die Monuments historiques in der französischen Gemeinde Pluherlin auf.

## Liste der Bauwerke
| Bezeichnung      | Beschreibung | Standort | Kennzeichnung | Schutzstatus | Datum | Bild |
| ---------------- | ------------ | -------- | ------------- | ------------ | ----- | ---- |
| Schloss Talhouët |              | (Lage)   | PA56000045    | Inscrit      | 2000  |      |
| Friedhofskreuz   |              | (Lage)   | PA00091536    | Inscrit      | 1937  |      |

## Liste der Objekte
- Monuments historiques (Objekte) in Pluherlin in der Base Palissy des französischen Kultusministerium